# Piešťany

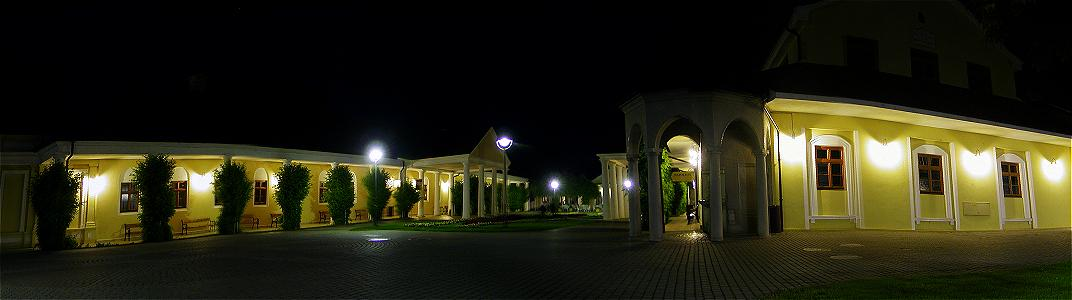
Napoleonské kúpele (1822 - 1862).

Piešťany este un oraș din Slovacia. Localitatea se află la altitudinea de 162 m deasupra n.m., se întinde pe o suprafață de 44,2 km2 și în 2017 număra 27.666 de locuitori.

## Istoric
Localitatea Piešťany este atestată documentar din 1113.

## Demografie
| An:                | 1994   | 2004   | 2014   | 2024   |
| ------------------ | ------ | ------ | ------ | ------ |
| Număr de persoane: | 32.970 | 29.957 | 27.998 | 26.379 |
| Diferență:         |        | −9,13% | −6,53% | −5,78% |

| An:                | 2023   | 2024   |
| ------------------ | ------ | ------ |
| Număr de persoane: | 26.668 | 26.379 |
| Diferență:         |        | −1,08% |